# Siegbert Kardach
Siegbert Kardach (* 3. Oktober 1940 in Breslau) ist ein deutscher Schriftstellerarzt, besonders  Aphoristiker.

## Leben und Wirken

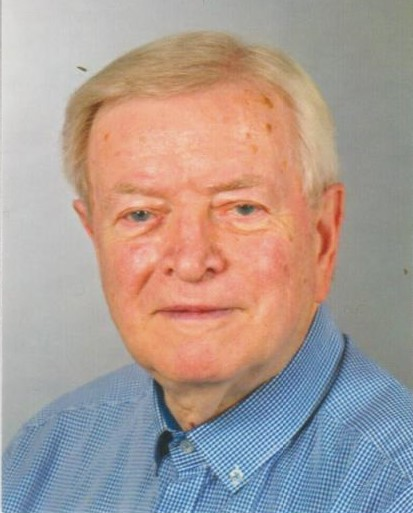
Siegbert Kardach (2020)

Nach kriegsbedingter Umsiedlung aus Schlesien wuchs Kardach in Sömmerda in Thüringen auf. Dort besuchte er auch die Oberschule, die er 1959 mit dem Abitur abschloss. Dann studierte er bis 1965 Humanmedizin in Berlin und in Erfurt. 1962 wurde er Mitglied des Berliner Arbeiter- und Studententheaters (b.a.t.) unter der Leitung von Wolf Biermann. 1963 gründete Kardach an der Medizinischen Akademie Erfurt die auch überregional aktive Ärzte-Fußballmannschaft „F.C. Adipositas“. Ab 1964 war er aktiv beim Aufbau des Studenten-Clubs der Medizinischen Akademie Erfurt in den Räumen der historischen Humanistenstätte „Engelsburg“, die von den Studenten von Schutt befreit und wieder nutzbar gemacht worden waren. Der Pflichtassistenz in der Magdeburger Börde folgte von 1966 bis 1970 die Weiterbildung zum Facharzt für Innere Medizin und die Promotion an der Medizinischen Akademie Erfurt. Das Thema war: „Bestimmung der Kohlenmonoxidimmission im Stadtgebiet Erfurt“. Ab 1970 war Kardach „Ärztlicher Leiter für spezialisierte medizinische Betreuung“ im Bezirk Erfurt und Internist an der Poliklinik Süd, und von 1991 bis 2005 niedergelassener Internist in Erfurt.
Kardach verehrte sehr seinen akademischen Lehrer Professor August Sundermann. So organisierte und leitete er 2007 eine Feier aus Anlass von dessen 100. Geburtstag, an der alle früheren Mitarbeiter von Sundermann teilnahmen. Kardachs Bemühungen, die Erinnerung an ihn und andere profilierte Persönlichkeiten der abgewickelten Medizinischen Akademie Erfurt in Erfurter Straßennamen zu erhalten, blieben allerdings vergeblich.
Kardach veröffentlicht regelmäßig Lyrik und Aphorismen in der Tagespresse und im Rundfunk und ist seit dem Jahre 2000 aktives Mitglied des Bundesverbands Deutscher Schriftsteller-Ärzte (BDSÄ).
Kardachs Band Medizin tropfenweise (2009) wurde 2010 mit dem Horst-Joachim-Rheindorf-Preis ausgezeichnet. Sein aktuelles Buch (2020) Kluge Köpfe rollen am schnellsten wurde von der „Leipziger Internet Zeitung“ so beurteilt: „Der herrlich sarkastische Blick eines Thüringer Arztes auf das Treiben der jetzt lebenden Menschheit“.
Besondere Interessengebiete von Kardach sind: Literatur, Musik, Theater und Fußball.

## Veröffentlichungen
- Befunde und Diagnosen: Fehldiagnosen inbegriffen. Rhino-Verlag, Arnstadt 1997
- Befindlichkeitsstörungen: Escher-Verlag, Gehren 2003
- Medizin tropfenweise: Peter-Stein-Verlag, Weimar 2009
- Intensives Nichtstun ermüdet: RhinoVerlag, Ilmenau 2016
- Kluge Köpfe rollen am schnellsten: RhinoVerlag, Ilmenau 2020

## Zitate
„Vom Besitz der andern wird gern gegeben und noch lieber genommen.“

„Die ersten Feinde der Demokratie sind satte Demokraten.“

„Der gesunde Menschenverstand ist leider nicht Leitlinie der Weltordnung.“

„Die ewig Klagsamen - von grosser Weltreise heimgekehrt - klagen nunmehr leiser.“